# Syfy
Syfy (un neologism parafrazat al fostului său nume Sci-Fi Channel, mai târziu scurtat ca Sci Fi; stilizat ca SYFY) este un canal de televiziune prin cablu de bază american deținut de NBCUniversal al Comcast prin NBCUniversal Cable Entertainment Group. Lansat la 24 septembrie 1992, canalul difuzează programe legate de genurile science fiction, horror și fantezie.
La data de noiembrie 2023, Syfy este disponibil la aproximativ 69,000,000 de case de televiziune cu plată în Statele Unite–în scădere de la vârful său din 2011 la 99,000,000 de case.